# Rotherham
Rotherham je město v Jižním Yorkshire v Anglii. Leží asi 10 km od centra Sheffieldu, u řeky Don a v blízkosti řeky Rother, mezi Sheffieldem a Doncasterem. Město s okolními sídly má asi 248 000 obyvatel.
V roce 2014 zde vypukl skandál se sexuálním zneužíváním nezletilých bílých anglických dívek, kterých mělo být zneužito nejméně 1400, a to v letech 1997 až 2013. Pachatelé byli převážně pákistánští muslimové. Jedná se zatím o nejrozsáhlejší z dlouhé řady případů muslimských gangů útočících na nezletilé anglické dívky (např. případ Rochdale).

## Obyvatelstvo
Podle údajů ze sčítání obyvatelstva z roku 2011 je etnická skladba obyvatel následující:
- 93,55 % – běloši (91,9 % bílí Britové, 0,3 % bílí Irové, 0,05 % Romové, 1,3 % ostatní běloši)
- 4,14 % – Asiati (3 % Pákistánci, 0,4 % Indové, 0,04 % Bengálci, 0,2 % Číňané, 0,5 % ostatní Asiati)
- 1 % – míšenci
- 0,76 % – černoši
- 0,2 % – Arabové
- 0,3 % – ostatní

Náboženství:
- 66,5 % – křesťanství
- 3,7 % – islám
- 0,7 % – ostatní náboženství
- 22,5 % – bez vyznání
- 6,6 % – neuvedlo

## Partnerská města
- Riesa, Německo
- Saint-Quentin, Francie
- Šen-čen, Čína